# حجر أبلق

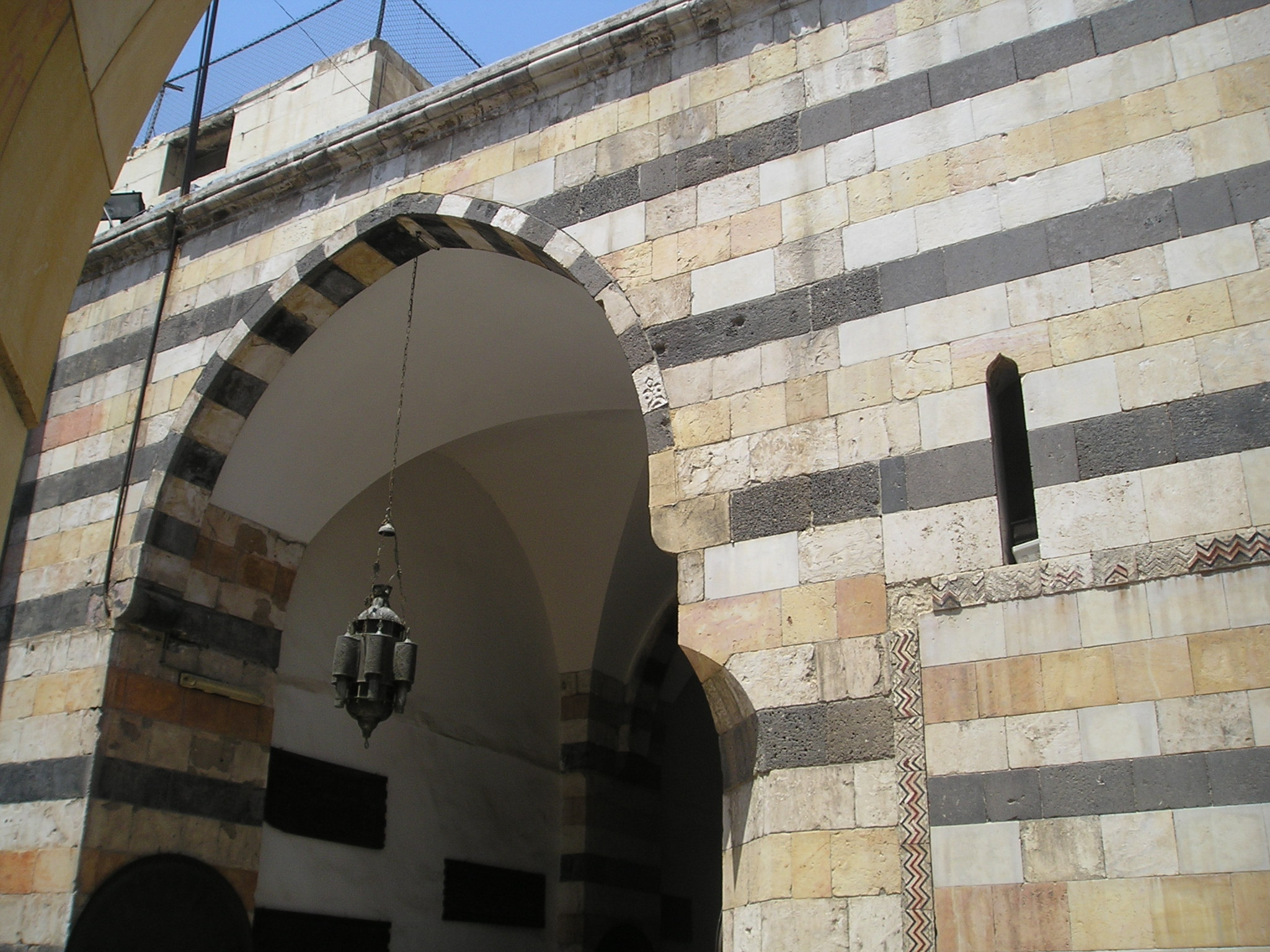
الحجر الأبلق في بلاد الشام سوريا

الحجر الأبلق هو عباره عن حجر البلق مصدرة الأساسي منطقه البلق في مأرب اليمن اشتهرت حضارة السبئيين باستخدام البلق في النقوش وفي بناء الهياكل الدينيه وهو نوع من الفنون الهندسية الإسلامية التي كانت تتسم بها العمارة في بلاد الشام ومصر وبعض مناطق الجزيرة العربية، حيث تعتمد على تشكيل الكتل الجصية المربعة أو المستطيلة، حيث يغلب عليها نقوش وزخارف جميلة ذات الوان مختلفة - حيث يدخل فيها الحجر الأبيض مع الأسود أو الوردي.. وكانت تركب فوق أبواب القاعات أو في داخلها. ومن أهم الامثلة التي استخدم بها هذا الحجر هو قصر العظم في دمشق سوريا.
يشار بالذكر إلى ان اصل الكلمة هو يمني، وهو البَلَق - " في لغة أهل اليمن نوع من الحجر، وهو كذلك حجر كلسي في المعجم السبئي، وقد ورد ذكره في النقش المرسوم.
لفظ الأبلق في المصطلح الأثري للدلالة على مداميك حجرية في واجهات الأبنية الأثرية المختلفة وتتبادل اللونين الأبيض والأسود أو اللونين الفاتح والداكن.
و من المعروف أن أول حصن بني بنظام الأبلق في شمال الجزيرة العربية خلال القرن الخامس الميلادي على رأس تلة تطل على واحة تيماء هو حصن السموأل بن عادياء الذي عرف بالأبلق الفرد ويغلب الظن أنه أخذ تسميته بهذا الأسم إما لأن مداميكه كانت قد لونت باللونين الفاتح والداكن بالتبادل وإما لأنه كان قد بني بحجارة بيضاء وسوداء بالتبادل أيضا.
و من المعروف أن جامع قرطبة الكبير الذي بناه عبد الرحمن الداخل سنة (170 هـ / 776م) كان قد تميز بظاهرة معمارية جديدة تمثلت في بناء العقود بظلة القبلة من صنجة من الحجر الأبيض تليها أربعة مداميك من الأجر وهكذا بالتبادل ثم انتقلت هذه الظاهرة المعمارية بعد ذلك إلى العامرة الإسلامية وعرفت عند المؤرخين بنظام الأبلق وهو النظام الذي استخدم المعمار المسلم فيه مدماكا من الحجر الأبيض أو الفاتح أعقبه بمدماك من الحجر الأسود أو الداكن بالتبادل.
و انتشر هذا الأسلوب البنائي الجديد في العمارة الإسلامية بالشام نظراً لتوافر كل من الحجرين الجيري الأبيض والبازلت الأسود فيها ولعل أشهر قصرين بنيا بهذا الأسلوب المعماري من أحجار بيضاء وسوداء بالتبادل هما قصر الأبلق في دمشق الذي بناه السلطان بيبرس سنة (665 هـ / 1266م) وكان مضرباً للمثل لقوة بنائه ومقاومته لأي هجوم حتى هدمه تيمورلنك سنة (803 هــ / 1400م).
أما في مصر فقد بدأ تلوين المداميك في وجهات عمائرها الأثرية الإسلامية منذ العصر الأيوبي خلال القرن (6هـ / 12 م) وانتشرت هذه الظاهرة بشكل واضح في عمائر العصر المملوكي بين القرنين (7-10 هـ / 13-16م) واستخدمت حتى اواخر العصر العثماني في القرن (13 هــ/19م) وكانت هذه المداميك عبارة عن خطوط داكنة وأخري كاشفة بالتبادل يتم عملهابواسطة صفوف من الحجارة الطبيعية أو الملونه حتى يخفف المعمار بهذا التغيير اللوني من ثقل الوتيرة الواحدة في الكتلة المعمارية للواجهة ويزيد من أفقيتها المنسابة في جمال وسلاسة وهدوء.
و لعل من أحسن الأمثلة الدالة على ذلك ما يرجع إلى عصر دولة المماليك البحرية واجهة خانقاه بيبرس الجاشنكير (706 -709 هـ /1306-1310م) وواجهة قصر الأبلق الذي بناه السلطان الناصر محمد بن قلاوون بقلعة الجبل سنة (713 هـ/1313م) وزين جدرانه وأرضياته بفسفيساء ملونة في أشكال نباتية وهندسية كانت آية من آيات الإبداع الجمالي والفني ومما يرجع إلى عصر دولة المماليك البرجية واجهة مدرسة وخانقاه السلطان الظاهر برقوق بالنحاسين (786-788هـ /1384-1386م).